# باهرة ناحلة الساق
باهرة ناحلة الساق (الاسم العلمي: Agave gracilipes) هو نوع من النباتات يتبع جنس الباهرة من الفصيلة الهليونية.